# Easy Mo Bee
Easy Mo Bee, właściwie Osten Harvey Jr. (ur. 8 grudnia 1965 w Bedford-Stuyvesant na Brooklynie w Nowym Jorku) – amerykański producent hip-hopowy, współpracował z takimi artystami jak Miles Davis, 2Pac, Notorious B.I.G., Wu-Tang Clan czy Big Daddy Kane.

## Dyskografia

### Albumy studyjne
- 1991: The Doo Hop Legacy (A&M) (z Rappin is Fundamental)
- 2000: Now or Never: Odyssey 2000 (Priority)
- 2015: And You Don't Stop! (SPITdigital)